# Georg Seidl (Fußballspieler)
Georg Seidl (* 19. Dezember 1986) ist ein österreichischer Fußballspieler. Seit 2014 spielt er für den USC Eugendorf in der Regionalliga West.

## Karriere
Seidl begann seine Karriere beim FC Red Bull Salzburg, bei dem er in der Regionalligamannschaft zum Einsatz kam. 2006 wechselte er zum SV Grödig. Sein Profidebüt gab er nach dem Aufstieg am 1. Spieltag 2008/09 gegen den SC Austria Lustenau. Nach dem Abstieg blieb er der Mannschaft erhalten und konnte den sofortigen Wiederaufstieg feiern. Im Jänner 2011 wechselte er zum Regionalligaverein TSV St. Johann. Im Jänner 2012 wechselte er zum SV Austria Salzburg, den er jedoch schon nach einem halben Jahr verließ und zum SV Seekirchen 1945 ging. 2014 schloss er sich dem USC Eugendorf an.